# Ховрах подільський
Ховрах подільський, або ховрах одеський (Spermophilus odessanus) — вид гризунів з родини Sciuridae. Один з 41 видів роду, один з 4-х видів роду в фауні України.

## Таксономічні примітки
Описаний як підвид Spermophilus suslicus odessanus. Видова самостійність підтверджена цитогенетичними даними: за числом хромосом (2n=36) вид різниться від S. suslicus (2n=34) і подібний до S. pygmaeus.

## Морфологічні ознаки
Як вікарний до Spermophilus suslicus вид зовні від нього нічим не відрізняється.

## Поширення
Раніше звичайний вид правобережного Степу і Лісостепу України. Зараз зустрічається в Одеський і Херсонській (Правобережжя) областях, окремі поселення на початок XX ст. збереглися на Правобережному Лісостепу, а поодинокі колонії та зараз є на Волині. За межами України зустрічається дуже обмежено в Молдові, де гібридизує з Spermophilus citellus, в східній Польщі та в центральній Білорусі.

## Особливості біології
Веде осілий, колоніальний спосіб життя. Зустрічається поодинокими та системними колоніями. Їжа типова для всіх ховрахів. На зиму впадає в сплячку. Вагітність близько 3 тижнів. У квітні самиця народжує від 3 до 8 малят. Статевозрілість на другий рік. Степові цілинні ділянки, незаймані пустощі, пасовища. Останнім часом пристосувався до життя в антропогенному середовищі. Зустрічається навіть в околицях великих міст.

## Загрози та охорона
Зважаючи на те, що в 1950-х рр. здобич ховрахів на Правобережній Україні рахувалась мільйонами шкурок, а сучасні популяції нараховують, імовірніше за все, не більше десяти тисяч дорослих особин, то ресурси виду в цілому по ареалу знизилися не менш ніж в 100 разів. Доказом падіння чисельності є різке скорочення площі ареалу. В 1970–80-х рр. минулого сторіччя вид зник в Середньому Придніпров'ї, на Поділлі та Прикарпатті. Причинами зміни чисельності стало як безжалісне винищення, так і руйнування природних для цього виду біотопів, перш за все, зменшення випасу і розорювання цілинних ділянок.
Як складова частина надвиду (або «хромосомна раса»), стан якого наближається до загрозливого, занесений до Червоного списку МСОП. Не зберігається у жодному природоохоронному об'єкті. Території, на яких зустрічаються всі північні колонії цього виду, негайно потребують природоохоронного статусу.